# Madagasikara spinosa
Madagasikara spinosa is een slakkensoort uit de familie van de Pachychilidae. De wetenschappelijke naam van de soort is voor het eerst geldig gepubliceerd in 1822 door Lamarck. De slak behoort tot het geslacht Madagasikara.

## Leefgebied
De slak leeft in zoet water en is endemisch in Madagaskar. De soort komt voor in het oosten en op de oostelijke eilanden, zoals Île Sainte-Marie. 
De soort komt vooral voor in de rivieren van Madagaskar en in snelstromende beekjes.

## Beschrijving
De breedte van de schelp is 9,9 tot 28,3 millimeter en de hoogte van de schelp is 25,2 tot 69,5 millimeter. De schelp heeft een bruine tot zwarte kleur en heeft 5 tot 11 omwentelingen.
De breedte van de opening is 5 tot 18,4 millimeter en de hoogte van de opening is 8 tot 23.1 millimeter. Het operculum is ovaalvormig en zwart van kleur.
De kleur van het dier zelf is donkergrijs tot zwart met gelige puntjes. Het heeft vrij lange tentakels. De radula is ongeveer 16 millimeter lang en bestaat uit circa 127 rijen tanden. 

## Synoniemen
- Pirena spinosa Lamarck, 1822
- Melanopsis spinosa
- Pirena (Melanatria) spinosa
- Melanatria spinosa
- Melanopsis lamarckii Potiez & Michaud, 1838
- Pirena lamarckii
- Pirena fluminea Reeve, 1859
- Melanatria fluminea Gmelin
- Pirena maura Reeve, 1859
- Pirena lingulata Reeve, 1859
- Pirena aspera Brot, 1862
- Melanatria goudotiana Brot, 1879 in Brot, 1874-79